# Abdessalem Arous
Abdessalem Arous (ar. عبد السلام عروس ;ur. 14 stycznia 1979) – tunezyjski judoka. Olimpijczyk z Sydney 2000, gdzie odpadł w eliminacjach w wadze półśredniej.
Startował w Pucharze Świata w latach 1999-2001 i 2004. Trzeci na igrzyskach afrykańskich w 2003. Srebrny medalista mistrzostw Afryki w 2000 i brązowy w 2001 roku.

## Letnie Igrzyska Olimpijskie 2000
| Konkurencja | Eliminacje             | Klas. końcowa |
| Konkurencja | Przeciwnik I           | Miejsce       |
| ----------- | ---------------------- | ------------- |
| 81 kg       | Graeme Randall (GBR) P | I runda.      |